# North English
North English é uma cidade localizada no estado americano de Iowa, no Condado de Iowa e Condado de Keokuk.

## Demografia
Segundo o censo americano de 2000, a sua população era de 991 habitantes.
Em 2006, foi estimada uma população de 1003, um aumento de 12 (1.2%).

## Geografia
De acordo com o United States Census Bureau tem uma área de
1,4 km², dos quais 1,4 km² cobertos por terra e 0,0 km² cobertos por água. North English localiza-se a aproximadamente 263 m acima do nível do mar.

## Localidades na vizinhança
O diagrama seguinte representa as localidades num raio de 12 km ao redor de North English.